# 87271 Kokubunji
87271 Kokubunji este un asteroid din centura principală de asteroizi.

## Descriere
87271 Kokubunji este un asteroid din centura principală de asteroizi. A fost descoperit pe 3 august 2000 la Bisei Spaceguard Center în cadrul programului BATTeRS. Asteroidul prezintă o orbită caracterizată de o semiaxă mare de 2,57 ua, o excentricitate de 0,13 și o înclinație de 5,7° în raport cu ecliptica.